# Koblingsreaktion
I organisk kemi er en koblingsreaktion et begreb der dækker en lang række kemiske reaktioner hvor to hydrocarboner bliver koblet ved hjælp af en metalkatalysator. I en vigtig reaktionstype reagerer en organometallisk forbindelse af typen RM (R = organisk del, M = hovedgruppe center) med et organohalid af typen R'X under dannelse af en ny carbon-carbon-binding i produktet R-R'. Bidrag til koblingsreaktioner fra Ei-ichi Negishi og Akira Suzuki blev anerkendt i 2010 med nobelprisen i kemi, som blev delt med Richard F. Heck.
I bred forstand findes der to typer koblingsreaktioner:
- krydskobling, der involverer reaktion mellem to forskellige forbindelse, for eksempel bromobenzen (PhBr) og vinylchloride for at give styren (PhCH=CH2).
- homokoblinger, der kobler to identiske forbindelse, for eksempel omdannelsen af iodobenzen (PhI) til biphenyl (Ph-Ph).